# Pareclectis hobohmi
Pareclectis hobohmi là một loài bướm đêm thuộc họ Gracillariidae. Nó được tìm thấy ở Namibia.